# Калао білочубий
Калао білочубий (Berenicornis comatus) — вид птахів, єдиний вид свого роду родини птахів-носорогів. Мешкає в Брунеї, Індонезії, Малайзії, М'янмі і Таїланді. Його природним місцем існування є субтропічні і тропічні низовинні ліси. Через втрату місць мешкання в результаті людської діяльності цей птах знаходиться під загрозою зникнення.